# Jungiella hygrophila
Jungiella hygrophila is een muggensoort uit de familie van de motmuggen (Psychodidae). De wetenschappelijke naam van de soort is voor het eerst geldig gepubliceerd in 1983 door Jezek.